# 沈括墓
沈括墓，位于中国浙江省杭州市余杭区安溪太平山南麓安康医院内，是宋代科学家、政治家沈括在家乡的安息之所。1963年安康医院搬迁至此，发掘出宋代高级官员墓葬，墓地因此受到破坏，直到1983年地方文物部门才根据《余杭县志》和沈氏家谱确定此墓墓主人系沈括，找到其墓穴和翁仲，发掘出北宋青瓷划花碗残片及宋代写有“元丰、元祐”等年号的古钱币。2001年，杭州市政府对墓地进行了修复。由于镇江地方志只言沈括归葬钱塘，加之宋代杭州地方志俱无此处记载，沈括自己言祖坟在钱塘西溪龙居里，直到百余年后万历《钱塘县志》才记载在安溪太平山下，因此有学者质疑此墓地非沈括埋葬，乃后人建立的衣冠冢。